# Weekend at Bernie's
Weekend at Bernie's (bra: Um Morto Muito Louco; prt: Fim de Semana com o Morto) é um filme de humor ácido estadunidense de 1989, dirigido por Ted Kotcheff, roteirizado por Robert Klane e estrelado por Andrew McCarthy e Jonathan Silverman.
O filme recebeu uma resposta crítica mista, mas foi um sucesso financeiro, arrecadando mais de US$ 30 milhões com um orçamento de US$ 15 milhões. O sucesso do filme inspirou uma continuação, Weekend at Bernie's II, de 1993.

## Sinopse
Larry Wilson (Andrew McCarthy) e Richard Parker (Jonathan Silverman) são dois amigos que trabalham em uma companhia de seguros e descobrem uma grande fraude que envolve múltiplos pagamentos de seguro antes que o segurado tivesse morrido. Depois de levarem sua descoberta ao conhecimento de seu patrão Bernie Lomax (Terry Kiser), este os convida para um fim-de-semana em sua casa de praia em Hamptons, Nova York, sem saber que ele próprio está por trás da fraude e fez o convite na intenção de matá-los pela descoberta. Um dia depois, Lomax é assassinado e seu corpo é encontrado pelos amigos. Em pânico, eles acreditam que não serão atacados pelo assassino se Lomax continuar por perto - e então decidem convencer a todos de que Bernie ainda está vivo. A confusão aumenta quando Richard descobre que Gwen Saunders (Catherine Mary Stewart), a mulher por quem ele está apaixonado está na ilha também e quer conversar com Bernie. A clássica fala da personagem de Jonathan Silverman é: "Larry, o Lomax está morto."

## Elenco
| Ator/Atriz             | Personagem           |
| ---------------------- | -------------------- |
| Andrew McCarthy        | Larry Wilson         |
| Jonathan Silverman     | Richard Parker       |
| Terry Kiser            | Bernie Lomax         |
| Catherine Mary Stewart | Gwen Saunders        |
| Don Calfa              | Paulie               |
| Catherine Parks        | Tina                 |
| Eloise Broady          | Tawny                |
| Gregory Salata         | Marty                |
| Louis Giambalvo        | Vito                 |
| Ted Kotcheff           | Mr. Parker           |
| Margaret Hall          | Secretária de Bernie |
| Jason Woliner          | Bratty kid           |

## Prêmios e Indicações
| Ano  | Prêmio                  | Categoria     | Resultado | Ref.  |
| ---- | ----------------------- | ------------- | --------- | ----- |
| 1989 | Deauville Film Festival | Critics Award | Indicado  | [ 4 ] |

## Ação judicial
Em 24 de janeiro de 2014, o diretor Ted Kotcheff e o roteirista Robert Klane entraram com uma ação contra a Metro-Goldwyn-Mayer e a 20th Century Fox por quebra de contrato de lucros que alegavam serem devidos pelo filme.

## Curiosidades
- Andrew McCarthy recebeu o roteiro do filme com a proposta de interpretar o personagem Richard Parker. Porém, após ler o roteiro, McCarthy gostou tanto do personagem Larry que pediu para interpretá-lo.
- Terry Kiser quebrou algumas costelas durante as filmagens, devido aos vários tombos que seu personagem sofre quando está morto.
- A casa de Bernie não fica na verdade em Hampton Island, mas sim em uma reserva natural na Carolina do Norte. A casa foi construída no local apenas para as filmagens, com a garantia da produção de que após a realização do filme o local ficaria do exato modo como era antes.